# Saint-Urcisse, Tarn

Saint-Urcisse este o comună în departamentul Tarn din sudul Franței. În 2009 avea o populație de 233 de locuitori.

## Evoluția populației
| An        | 1975 | 1982 | 1990 | 1999 | 2006 | 2009 |
| --------- | ---- | ---- | ---- | ---- | ---- | ---- |
| Populație | 221  | 202  | 176  | 177  | 212  | 233  |